# Sacajawea
Sacajawea (Lemhi Valley, Idaho, 1786/1788-1812/1884) fou una índia xoixon.
El 1800 fou raptada pels hidatses i el 1804 passà a la propietat del tramper francès Toussaint Charbonneau. El 1805 ambdós acompanyaren Lewis i Clark en la primera gran expedició d'exploració del Far West, com a guies i intèrprets.
El 1810 s'establí a Saint Louis.
Segons John Luttig va morir el 1812, i Lewis i Clark la consideraven morta el 1828. Segons altres versions, abandonà el seu marit i s'establí entre els comanxes, i finalment va morir el 1884 a la Reserva índia de Wind River.